# Wiśniewo (powiat ciechanowski)
Wiśniewo – wieś sołecka w Polsce położona w województwie mazowieckim, w powiecie ciechanowskim, w gminie Grudusk.
W latach 1975–1998 miejscowość należała administracyjnie do województwa ciechanowskiego.
Przez miejscowość przebiega droga wojewódzka DW544.